# Kdetoys
KDE Toys é uma coleção de diversos aplicativos do gerenciador de janelas KDE.  A coleção de toys (em português: brinquedos) pode variar de uma versão para outra e também em relação a distribuições diferentes do Linux. 

## Aplicativos
- amor - monitor do sistema
- kmoon - calendário lunar
- kodo - odômetro do mouse
- kteatime -  lembrete de compromissos
- ktux - objeto cdecorativo para o desktop
- kworldclock - relógio mundial